# البل
البل قرية سوريّة تتبع إداريّاً لمحافظة حلب منطقة أعزاز ناحية صوران، بلغ تعداد سكانها 563 نسمة حسب التعداد السكاني لعام 2004.